# Guerra dos Mil Dias
A Guerra dos Mil Dias (em espanhol: Guerra de los Mil Días) foi uma guerra civil que devastou a República da Colômbia (incluído o Panamá, que era então um departamento da Colômbia), entre 1899 e 1902. Resultou na vitória do governo e na posterior separação do Panamá em 1903. O conflito opôs os membros do Partido Liberal Colombiano contra o governo exercido por uma facção do Partido Conservador Colombiano, chamada de Nacionais, e brevemente liderado pelo presidente Manuel Antonio Sanclemente. A mudança abrupta causada pela revogação da Constituição de Rionegro de 1863 (que estabeleceu um sistema federal) pela centralista Constituição da Colômbia de 1886 (criada no governo do presidente Rafael Núñez), além de cooptar as tentativas violentas dos conservadores, como os interesses dos liberais de  retornar ao poder, provocou a reação violenta do lado liberal.
Em 1899, os conservadores dirigentes foram acusados de manter o poder através de eleições fraudulentas. A situação foi agravada por uma crise econômica causada pela queda dos preços do café no mercado internacional, que afetou principalmente a oposição do Partido Liberal, que tinha perdido o poder.
Esta guerra civil de grande escala, que provocou a criação de muitas frentes de guerrilha, terminou em 1902 depois de causar a morte de cerca de cem mil pessoas ou 3,5% da população da época. Além disso, a guerra levou à perda da província do Panamá, após a intervenção dos Estados Unidos, que causou a secessão do território (atualmente um estado independente desde 1903), a fim de cavar um canal que ligaria o Atlântico e o Pacífico (Canal do Panamá). Importante informar que o Canal do Panamá, en verdade foi uma obra de construção civil da Companie Interoceanic du Canal, empresa francesa do Visconde Ferdinand de Lesseps (também  precursor e construtor do Canal de Suez na África), a quebra da empresa no Panamá foi hábilmente aproveitada pelos norteamericanos, mesmos que viram a oportunidade do momento caótico da região para intermediar no final do conflito e negociar a compra da obra para a parte governante da época, sem respeitar os direitos territoriais e geográficos do Panamá.